# كاثرين سوندرز
كاثرين سوندرز (بالإنجليزية: Katherine Saunders)‏ (1841 - 7 أغسطس 1894 في المملكة المتحدة)؛ روائية بريطانية.